# Политические репрессии в СССР
Советские политические репрессии — преступная политика советских властей против широкого круга людей, признававшихся социально опасными для государства или строя по политическому, социальному, классовому, национальному, религиозному и иному признаку. Она осуществлялась как на основании антигуманных законов, так и путём прямого государственного произвола. Целями репрессий были удержание власти советским режимом, борьба с инакомыслием, запугивание общества, а также решение экономических проблем. Они выражались в различных формах: лишении жизни и свободы, ссылке, принудительном переселении, недобровольном труде, карательном помещении в лечебные учреждения, лишении гражданства, высылке из страны, а также лишении или ограничении других гражданских прав или свобод.
Политика репрессий началась новыми властями сразу после Октябрьской революции 25 октября (7 ноября) 1917 года. Она продолжалась до самого крушения советского режима в 1991 году. По оценкам исследователей, за время его существования в результате политических репрессий пострадали миллионы человек, сотни тысяч из них были убиты. Государства постсоветского пространства официально осудили политические репрессии, а их жертвы получили право юридической реабилитации.

## Хронология репрессий

### Красный террор
Политика репрессий началась советскими властями сразу после Октябрьской революции 25 октября (7 ноября) 1917 года и начала Гражданской войны 1917—1922 годов. Она была направлена на борьбу и устрашение противников нового режима. Репрессии проходили массово и индивидуально. В основном их проводил органы ВЧК (во внесудебном порядке), а также по решению территориальных и военных революционных трибуналов. Официально политика «Красного террора» была введена резолюцией ВЦИК от 2 сентября 1918 года. Жертвами репрессий стали жандармы, офицеры царской армии, члены и лидеры оппозиционных партий, представители непролетарских слоёв (дворяне, буржуазия, священнослужители, бывшие госслужащие, интеллигенция, казаки, крестьяне), а также случайные люди. По приблизительным оценкам было убито около восьми тысяч человек.

### Политические репрессии 1920-х годов
После окончания Гражданской войны политические репрессии в Советской России и, позднее, в СССР продолжились.
Как стало известно впоследствии, в 1920-х годах ряд дел о политических преступлениях был в действительности построен на фальсифицированных обвинениях («Дело лицеистов», «Дело фокстротистов», «Шахтинское дело»).
В 1921 году ВЧК арестовала по делу «Петроградской боевой организации В. Н. Таганцева» 833 человек. При этом было расстреляно по приговору или убито при задержании 96 человек, отправлено в концентрационный лагерь 83, освобождено из заключения 448.
В сентябре-ноябре 1922 года большая группа интеллигенции была выслана из РСФСР на так называемом философском пароходе. Вместе с тем сразу после завершения основных боевых действий Гражданской войны, были приняты меры по смягчению наказания в отношении заключённых, осуждённых к лишению свободы. 21 марта 1921 года декрет Совнаркома «О лишении свободы и порядке условно-досрочного освобождения заключённых» упростил процедуру условно-досрочного освобождения и установил, что максимальный срок пребывания в местах лишения свободы не должен превышать 5 лет.

### Репрессии в сталинский период
С началом принудительной коллективизации сельского хозяйства и ускоренной индустриализации в конце 1920-х — начале 1930-х годов, а также укреплением личной власти Сталина репрессии приобрели массовый характер. Особенного размаха они достигли в 1937—1938 годах (см. «Большой террор»), когда сотни тысяч граждан были расстреляны или отправлены в лагеря ГУЛАГа по обвинениям в совершении политических преступлений.
С разной степенью интенсивности политические репрессии продолжались до самой смерти Сталина в марте 1953 года.
По мнению директора музея общества «Мемориал» Н. Г. Охотина и председателя правления общества «Мемориал» А. Б. Рогинского, если понятие «жертв режима» определить узко — как лиц, арестованных органами безопасности и осуждённых по политическим обвинениям различными судебными и квазисудебными инстанциями, «тогда, с небольшими погрешностями, число репрессированных в период с 1921 по 1953 год составит около 5,5 млн человек». Если же в число «жертв большевизма» включить «не только разные типы депортированных, умерших от искусственного голода и убитых во время спровоцированных конфликтов, но и солдат, погибших на фронтах множества войн, которые велись во имя коммунизма, и тех детей, которые не родились из-за того, что их возможные родители были репрессированы или погибли от голода», то число жертв режима приблизится к 100 млн человек.
Согласно расчётам демографа А. Г. Вишневского во втором случае о масштабах смертности от голода и репрессий можно судить по демографическим потерям, которые только в период 1926—1940 годов составили 9 млн человек.
Историк В. Н. Земсков, в своей статье «ГУЛАГ (историко-социологический аспект)» в журнале «Социологические исследования», приводит данные: «…в действительности число осуждённых по политическим мотивам (за „контрреволюционные преступления“) в СССР за период с 1921 по 1953 год, то есть за 33 года, составило около 3,8 млн человек».
«В феврале 1954 года, — значится далее в тексте, — на имя Н. С. Хрущёва была подготовлена справка, подписанная Генеральным прокурором СССР Р. Руденко, министром внутренних дел СССР С. Кругловым и министром юстиции СССР К. Горшениным, в которой называлось число осужденных за контрреволюционные преступления за период с 1921 по 1 февраля 1954 года. Всего за этот период было осуждено Коллегией ОГПУ, „тройками“ НКВД, Особым совещанием, Военной коллегией, судами и военными трибуналами 3 777 380 человек, в том числе к высшей мере наказания — 642 980, к содержанию в лагерях и тюрьмах на срок от 25 лет и ниже — 2 369 220, в ссылку и высылку — 765 180 человек».
В начале 1953 года по статье «за антисоветскую агитацию и пропаганду» были осуждены и находились в лагерях, тюрьмах, колониях и на этапах более 0,5 млн человек. Ещё 2,7 млн человек находились в качестве спецпоселенцев в спецпоселках системы ГУЛАГ.
Во время перестройки организации «Мемориал» удалось собрать данные о 2,6 млн репрессированных.

### Репрессии после 1953 года
После смерти Сталина началась всеобщая реабилитация, масштаб репрессий резко уменьшился. В то же время люди альтернативных политических взглядов (т. н. «диссиденты») продолжали подвергаться преследованиям со стороны советской власти вплоть до конца 1980-х годов.
На 15 января 1987 года по «политическим» статьям УК РСФСР (70 и 190.1) и аналогичным статьям союзных республик:
- 233 человек отбывали наказание в местах лишения свободы;
- 55 человек находились в ссылке;
- 96 по судебным решениям находились на принудительном лечении.

Уголовная ответственность за антисоветскую агитацию и пропаганду была отменена только в сентябре 1989 года.

## Статистические данные о масштабах советской репрессивной политики
По данным председателя правления международного общества «Мемориал» Арсения Рогинского за период с 1918 до 1987 года по сохранившимся документам арестованных органами безопасности было 7 миллионов 100 тысяч человек в СССР. Часть из них была арестована не по политическим статьям, так как органы безопасности арестовывали в разные годы и за такие преступления как бандитизм, контрабанда, фальшивомонетничество. Эти подсчеты, хотя и были им сделаны к 1994 году, сознательно не были им опубликованы, так как входили в противоречие с бытовавшими в те годы значительно большими цифрами арестов.
По данным доклада исполнительного директора «Мемориала» Елены Жемковой «Масштабы советского политического террора», с 1918 по 1987 год по обвинениям в антисоветской деятельности и агитации было арестовано 4 миллиона 700 тысяч человек, были расстреляны 1 миллион человек, всего пострадало (с учётом депортированных и раскулаченных) 11 миллионов 700 тысяч человек.
По оценкам историка В. П. Попова, общее число осуждённых за политические и уголовные преступления в 1923—1953 годах составляет не менее 40 млн. По его мнению, эта оценка «весьма приблизительна и сильно занижена, но вполне отражает масштабы репрессивной государственной политики… Если из общей численности населения вычесть лиц до 14 лет и старше 60, как малоспособных к преступной деятельности, то выяснится, что в пределах жизни одного поколения — с 1923 по 1953 год — был осуждён практически каждый третий дееспособный член общества». Только в РСФСР судами общей юрисдикции приговоры были вынесены в отношении 39,1 млн человек, причём в разные годы к реальным срокам заключения было приговорено от 37 до 65 % осуждённых (не включая репрессированных со стороны НКВД, без приговоров, вынесенных судебными коллегиями по уголовным делам Верховных, краевых и областных судов и постоянными сессиями, действовавшими при лагерях, без приговоров военных трибуналов, без ссыльных, без высланных народов и т. п.).
По данным демографа А. Г. Вишневского, «общее число граждан СССР, подвергшихся репрессиям в виде лишения или значительного ограничения свободы на более или менее длительные сроки» (в лагерях, спецпоселениях и т. п.) с конца 1920-х по 1953 год «составило не менее 25-30 миллионов человек». По его данным, со ссылкой на В. Н. Земскова «только за 1934—1947 годы в лагеря поступило (за вычетом возвращённых из бегов) 10,2 млн человек». Однако сам Земсков пишет не о вновь поступивших контингентах, а описывает общее движение лагерного населения ГУЛАГа, то есть в это число включены как вновь прибывшие осуждённые, так и те, кто уже отбывает сроки заключения.
Число осуждённых по делам органов ВЧК-ОГПУ-НКВД за 1921—1940 годы.
| Год  | Всего осуждено | Высшая мера наказания | Лагеря и тюрьмы | Ссылка и высылка | Прочие меры |
| ---- | -------------- | --------------------- | --------------- | ---------------- | ----------- |
| 1921 | 35829          | 9701                  | 21724           | 1817             | 2587        |
| 1922 | 6003           | 1962                  | 2656            | 166              | 1219        |
| 1923 | 4794           | 414                   | 2336            | 2044             | -           |
| 1924 | 12425          | 2550                  | 4151            | 5724             | -           |
| 1925 | 15995          | 2433                  | 6851            | 6274             | 437         |
| 1926 | 17804          | 990                   | 7547            | 8571             | 696         |
| 1927 | 26036          | 2363                  | 12267           | 11235            | 171         |
| 1928 | 33757          | 869                   | 16211           | 15640            | 1037        |
| 1929 | 56220          | 2109                  | 25853           | 24517            | 3741        |
| 1930 | 208069         | 20201                 | 114443          | 58816            | 14609       |
| 1931 | 180696         | 10651                 | 105683          | 63269            | 1093        |
| 1932 | 141919         | 2728                  | 73946           | 36017            | 29228       |
| 1933 | 239664         | 2154                  | 138903          | 54262            | 44345       |
| 1934 | 78999          | 2056                  | 59451           | 5994             | 11498       |
| 1935 | 267076         | 1229                  | 185846          | 33601            | 46400       |
| 1936 | 274670         | 1118                  | 219418          | 23719            | 30415       |
| 1937 | 790665         | 353074                | 429311          | 1366             | 6914        |
| 1938 | 554258         | 328618                | 205509          | 16842            | 3289        |
| 1939 | 63889          | 2552                  | 54666           | 3783             | 2888        |
| 1940 | 71806          | 1649                  | 65727           | 2142             | 2288        |

## Государственная политика РФ в отношении лиц, подвергшихся политическим репрессиям
Жертвы политических репрессий в СССР и члены их семей, согласно постсоветскому российскому законодательству, имеют право на реабилитацию, восстановление доброго имени и доброй памяти, материальную компенсацию.
Согласно Закону РФ № 1761-1 «О реабилитации жертв политических репрессий» от 18 октября 1991 года, политическими репрессиями признаны различные меры принуждения, применяемые государством по политическим мотивам, в виде лишения жизни или свободы, помещения на принудительное лечение в психиатрические лечебные учреждения, выдворения из страны и лишения гражданства, выселения групп населения из мест проживания, направления в ссылку, высылку и на спецпоселение, привлечения к принудительному труду в условиях ограничения свободы, а также иное лишение или ограничение прав и свобод лиц, признававшихся социально опасными для государства или политического строя по классовым, социальным, национальным, религиозным или иным признакам, осуществлявшееся по решениям судов и других органов, наделявшихся судебными функциями, либо в административном порядке органами исполнительной власти и должностными лицами и общественными организациями или их органами, наделявшимися административными полномочиями.

## Наказание сотрудников НКВД, фабриковавших уголовные дела
Часть сотрудников НКВД СССР, проводивших репрессии, также была наказана. Репрессии в отношении сотрудников НКВД СССР, обвиненных в «нарушении социалистической законности и методов ведения следствия» в ходе Большого террора, проводились в два этапа.
Первый этапом репрессий в отношении сотрудников НКВД СССР начался в конце 1938 года (историк М. Юнге относит начало к 17 ноября 1938 года) и завершился в июне 1941 года с началом Великой Отечественной войны. В этот период наказания были особенно суровыми и тогда была расстреляна значительная часть членов «троек НКВД». Снятых с должности сотрудников НКВД допрашивали по делам, которые они сфабриковали, и отдавали под суд. Только за 1939 год арестовали 1364 работника НКВД, 937 из которых были сотрудниками госбезопасности.
Карательную операцию прервали поражения советских войск 1941 года, которые заставили советское руководство искать квалифицированные кадры сотрудников НКВД для укрепления тыла. В 1941 году, по словам М. Юнге, «арестованные сотрудники НКВД, как правило, освобождались с обоснованием, что в военных условиях уголовное преследование в их отношении является „нецелесообразным“».
Некоторые освобожденные сотрудники НКВД СССР вновь заняли высокие должности и продолжили заниматься фабрикацией уголовных дел. Например, 19 апреля 1941 года был арестован Федор Иванов, который сфабриковал 42 дела, по которым были расстреляны 1110 человек. Уже 26 июня 1941 года Иванов был освобожден «по мотивам нецелесообразности привлечения к уголовной ответственности в условиях военного времени» и был назначен начальником особого отдела НКВД 22 танковой бригады. В 1942—1946 годах Иванов был начальником особого отдела контрразведки СМЕРШ Томского гарнизона, где фабриковал дела на военнослужащих. СМЕРШ ЗСО в 1944 году неоднократно добивался отставки Иванова «за извращения в агентурно-следственной работе», безуспешно прося об этом В. С. Абакумова. Однако Иванов сохранял свой пост и был уволен из МГБ только 8 октября 1952 года по служебному несоответствию.
Вторая волна репрессий в отношении сотрудников НКВД СССР, фабриковавших уголовные дела в период Большого террора, была связана с «хрущевской реабилитацией». В 1953 году «дело Берии» привело к арестам в советских спецслужбах. Кроме того, вскоре после смерти Сталина было упразднено Министерство государственной безопасности СССР, с передачей его функций в МВД СССР. В следующем году из МВД СССР был выделен Комитет государственной безопасности СССР. Все эти реорганизации сопровождались сокращениями сотрудников карательных органов. Например, в 1954 году были ликвидированы районные отделы Министерства государственной безопасности СССР с передачей их функций аппарату уполномоченного Комитета государственной безопасности СССР по соответствующей территории. Передача функций сопровождалась чисткой. За 1954—1957 году из КГБ отчислили 16 тысяч сотрудников. Например, в Молотовской области только за апрель — май 1954 года из 613 штатных единиц аппаратов, выделенных из МВД СССР, сократили 116 единиц. В то же время из органов массово увольняли 40-летних мужчин «по состоянию здоровья».
Одновременно шло массовое освобождение из лагерей осужденных по сфабрикованным делам 1930-х годов. Освобождение сопровождалось пересмотром дел и вынесением частных определений в отношении тех, кто фабриковал эти дела. Вторая волна репрессий в отношении бывших сотрудников НКВД СССР была массовой, но гораздо менее жесткой, чем в 1938—1941 годах. Несмотря на то, что некоторое количество сотрудников НКВД СССР было расстреляно при Хрущеве, большинство наказанных привлечено было не к уголовной, а к партийной и административной ответственности. По данным КГБ СССР, обнародованным 14 июля 1989 года В. А. Крючковым, в 1954—1957 годах за грубые нарушения законности были привлечены к уголовной ответственности 1342 бывших сотрудника НКВД — МГБ, а ещё 2370 человек наказаны в административном порядке и по партийной линии. Некоторые из наказанных при Хрущеве ранее были арестованы за то же самое при Сталине, но избежали ответственности в связи с Великой Отечественной войной. Так, упомянутый Федор Иванов был арестован 10 октября 1955 года и 19 апреля 1958 года Военным трибуналом Сибирского военного округа осужден по ст. 58-7 УК РСФСР к 10 годам исправительно-трудовых лагерей.

## Судьба доносчиков и осведомителей
Кандидат философских наук, доцент кафедры культурологии и философии Пермского государственного института культуры А. И. Казанков утверждает, что часть политических дел фабриковалась на основании показаний доносчиков и осведомителей. А. И. Казанков разделял всех доносчиков, информировавших органы НКВД, на две категории:
- Штатные осведомители (с внутренним делением на группы). Это секретные сотрудники НКВД, анонимные фигуры, которые в документах обозначались псевдонимами Деревянный, Чернов, Зелёный и другими;
- «Доброхот-любитель» — добровольные доносчики. Их было гораздо меньше, чем штатных осведомителей. Казанков объяснял малочисленность этой категории тем, что органы НКВД, у которых был плановый показатель по расширению агентурной сети, переводило таких добровольцев в завербованные и давало им псевдонимы. То есть добровольные доносчики очень быстро становились штатными осведомителями.

Казанков пишет, что в период Большого террора часть осведомителей работала в режиме постоянной нагрузки — например, как «штатные свидетели». Это приводило к их раскрытию гражданами. Казанков приводит в качестве примера агента Магне (Владимир Гаврилович Ивановский), который своими частными отлучками в период с конца 1935 по 1938 годы вызывал подозрения у жены. Эти его «ночные отлучки считали за связь с другими женщинами». После того, как Магне был свидетелем по делам нескольких арестованных, его жена и теща все поняли и рассекретили агента.
В период Большого террора осведомителями иногда были руководящие работники партийных и советских органов. Совершенно секретный приказ народного комиссара внутренних дел СССР Л. П. Берии № 00827 от 27 декабря 1938 года, разосланный по всем НКВД союзных и автономных республик, начальникам УНКВД областей и краев, а также начальникам городских и районных отделений НКВД, предписывал в течение 10 дней с момента его получения принять следующие меры:
- Прекратить вербовку осведомителей из числа ответственных руководящих работников партийных, советских, хозяйственных, профессиональных и общественных организаций;
- Прекратить вербовку «каких бы то ни было работников», обслуживавших аппараты центральных комитетов национальных компартий, краевых, областных, городских и районных комитетов партий;
- Вызвать каждого агента (осведомителя), принадлежащего к числу руководящих работников, а также работников, обслуживающих партийные аппараты. У каждого такого агента отобрать подписку, что с ним прерывается связь;
- Все личные и рабочие дела агентов из числа руководящих работников, а также сотрудников партийных аппаратов уничтожить в присутствии представителей соответствующих партийных комитетов.

Приказ № 00827 был также разослан по членам бюро нацкомпартий, краевых, областных, городских и районных комитетов ВКП(б) письмом И. В. Сталина от 28 декабря 1938 года № П4414.
Таким образом сведения об агентурной деятельности руководящих работников и членов аппаратов партийных комитетов должны были быть уничтожены. На практике их уничтожение сопровождалось ошибками. Начальник Тумутукского районного отдела НКВД Татарской АССР Абайдуллин пожаловался, что секретарь районного комитета ВКП(б) обсудил приказ № 00827 на заседании бюро районного комитета.
Доносчиков, не относившихся к руководящим работниками, после завершения Большого террора в начале 1939 года объявили клеветниками. Соратники Иосифа Сталина уже в начале 1939 года объявили на XVIII съезде ВКП(б), что эти «клеветники» ответственны за Большой террор. Доктор исторических наук Олег Хлевнюк, признав, что доносы в период Большого террора писали массово, все же отметил, что они не сыграли существенной роли в операциях НКВД, так как чекисты эти доносы, как правило, игнорировали:

В Терроре были обвинены так называемые «клеветники», то есть доносчики, которые писали доносы на честных советских граждан и таким образом способствовали распространению Террора. Это своего рода такая теория унтер-офицерской вдовы, которая высекла сама себя. В данном случае в этом качестве выступали советские люди, которые якобы друг на друга доносили и таким образом Террор приобрел такие громадные неконтролируемые формы. Нужно сказать, что мы, к сожалению до сих пор пользуемся этой концепцией и несколько некритически пользуемся.

Между тем историки на основании большого количества документов показали, что, конечно, доносы в этот период существовали и это были массовые доносы. Однако они не сыграли такой значительной роли, которую им сейчас приписывают. На самом деле операции, эти массовые операции, которые проводило НКВД, они имели и собственную логику развития. Они проводились по своим механизмам и, собственно говоря, не нуждались, не нуждались, вот в этой вот подпитке в виде массовых доносов. Доносы существовали, но чекисты их, как правило, игнорировали
Тем не менее доносы не пропадали даром. Доносчики и осведомители указывали НКВД на конкретных лиц, которых при необходимости можно было арестовать и обвинить в том, что надо было сотрудникам НКВД. А. И. Казанков на нескольких примерах показал, что были случаи, когда осведомитель регулярно и длительный срок писал доносы на конкретных людей, но сотрудники НКВД никаких мер к этим людям по фактам, изложенным в доносах, не принимали. Тем не менее доносы не пропадали даром. Когда необходимо было арестовать конкретных лиц, то сотрудники НКВД брали тех, на кого ранее указывали осведомители. Казанков отмечает, что сотрудникам НКВД был важен сам человек, на которого указал источник, а не его конкретные правонарушения. Поэтому Казанков приводит примеры того, что людей, указанных осведомителями, арестовывали в период Большого террора, причем предъявляли им обвинения, не связанные с тем, что об этих людях писали ранее доносчики.
Репрессии в отношении секретных осведомителей НКВД практиковались уже в период Большого террора. А. И. Казанков отмечает, что в период Большого террора осведомителей «реализовывали» (то есть арестовывали как фигурантов крупных групповых дел), ими «добирали установленные лимиты репрессированных».
В 1939—1941 годах в СССР прошли судебные процессы над «клеветниками» — то есть над доносчиками. Так как дела о клевете и заведомо ложном доносе считались мелкими и не влекли длительного лишения свободы, то доносчиков публично судили за контрреволюционную пропаганду. 20 сентября 1939 года в газете «Уральский рабочий» (главная газета свердловского обкома ВКП(б)) появилась заметка «Клеветник Замараева». В ней сообщалось, что некая А. М. Замараева, «работая в областной газете „Уральский рабочий“ с марта 1937 года по апрель 1938 года, всячески пыталась опорочить честных работников», «писала на них в различные организации заявления, выражая политическое недоверие, называла их врагами народа». «Матерого клеветника, вставшего на путь контрреволюционной агитации против партии и советской власти» А. М. Замараеву Свердловский областной суд приговорил по статье 58.10 Уголовного кодекса РСФСР к 6 годам лишения свободы с последующим поражением в правах на три года.
В послевоенный период доносительство сохранялось под контролем партийных органов. Постановление ЦК КПСС от 4 декабря 1952 года предписывало первым секретарям областных комитетов партии знать по фамилиям всех агентов органов Министерства государственной безопасности СССР.

## Судьба исполнителей смертных приговоров
Исполнители смертных приговоров в Советской России и СССР официально назывались «комендантами». Историк А. Г. Тепляков отмечал, что эти коменданты набирались из числа рядовых чекистов с начальным образованием, низким уровнем политической грамотности и множеством отметок о взысканиях (партийных и административных) в послужных списках. Практика набора в коменданты лиц с плохой репутацией — в обмен на прощение — была широко распространена. По словам А. Г. Теплякова, часто комендантами становились люди, виновные в серьёзных уголовных преступлениях, за которые понесли либо мягкое наказание, либо никакого наказания.
Часто служба в комендатуре была кратковременной. Однако были палачи-долгожители, которые расстреляли тысячи осужденных. В Москве ими были Пётр Магго (умер от цирроза печени в 1941 году), Василий Блохин (расстреливал с 1924 по 1953 годы, в 1953 году уволен из органов, в 1954 году лишен генеральского звания).
Были опытные палачи и в провинции. Например, Иван Нагорный участвовал в расстрелах в Киеве и Киевской области около 10 тыс. человек, за что был награждён орденом. Артём Петрович Зелёный в Харьковской области участвовал в расстрелах 6,2 тыс. человек.
Комендант был ценным кадром. Часто начальники региональных органов НКВД, переходя на новое место, привозили с собой комендантов с прежней работы. Коменданты становились телохранителями представителей высшего руководства СССР. Телохранителем Лаврентия Берии служил С. Н. Надарая, у В. А. Каруцкого — сержант государственной безопасности С. С. Хайнал.
Репрессии Большого террора практически не коснулись комендантов. Чистка органов НКВД по завершении Большого террора коснулась комендантов: многие были уволены, некоторые — наказаны. Так, за участие в расправах над осужденными в 1939 году были арестованы коменданты НКВД Таджикской ССР А. Жадин и Управления НКВД по Житомирской области М. С. Люльков.
Большинство уволенных в 1937—1939 годах комендантов было возвращено на службу в НКВД в годы Великой Отечественной войны. Тот же Люльков, осужденный на 3 года, был в 1942 году амнистирован и отправлен на фронт. На фронте пропал без вести Иван Нагорный (он вообще не был наказан) в 1941 году. Некоторые вернулись до Великой Отечественной войны. Например, 54-летний комендант управления НКВД Западной области И. И. Стельмах был уволен в марте 1937 года, но вскоре возвращен и в 1940 году расстреливал польских военнопленных. Некоторые коменданты за расстрелы уже на фронте были награждены орденами и медалями.

## Частичное уничтожение уголовных дел репрессированных
Дела репрессированных, которые были освобождены, подлежали уничтожению. После уничтожения дела освобожденного осужденного составлялась архивная карточка, в которой указывали: ФИО, год и место рождения, передвижение заключенного между лагерями и лагерными пунктами и дата освобождения. Архивные карточки, составленные на основании уголовных дел репрессированных, согласно межведомственному приказу (с пометкой «для служебного пользования») от 12 февраля 2014 года «Об утверждении наставления по ведению и использованию централизованных оперативно-справочных, криминалистических и розыскных учётов, формируемых на базе органов внутренних дел РФ» подлежат уничтожению после того, как осужденный достигнет возраста 80 лет.
О фактах уничтожения дел репрессированных впервые стало известно в 2014 году. Конституционный суд Российской Федерации по иску Нины Трушины, являвшейся родственницей репрессированного, отказался считать вышеупомянутый приказ нарушением конституции, так как полиция хранит и уничтожает данные на основании законов. По словам советника президента РФ и главы СПЧ Михаила Федотова, уничтожение карточек означает полное удаление информации о нахождении осужденных в системе ГУЛАГа и может привести к катастрофическим последствиям для изучения истории лагерей и получения данных о жертвах репрессий.

## Память
- Мемориал (организация)
- В 1990 году перед зданием КГБ СССР на Лубянской площади в Москве был установлен Соловецкий камень — камень с территории Соловецкого лагеря особого назначения.
- В 1990 году в Санкт-Петербурге в память о жертвах политических репрессий перед Домом политкаторжан также был установлен Соловецкий камень.
- Эстония: в период с 1996 по 2007 год общество «Memento» издало списки лиц, репрессированных советской властью в Эстонии в 1940—1990 годах
  - Политические аресты в Эстонии 1940—1988 (§ 58) Книга 1 (эст.), (англ.)
  - Политические аресты в Эстонии 1940—1988 Книга 2 (эст.), (англ.)
  - Политические аресты в Эстонии 1940—1988 Книга 3 (эст.), (англ.)
  - Депортации из Эстонии в Россию. 1940 Книга 4 (эст.), (англ.)
  - Депортации из Эстонии в Россию. 1949 Книга 5 (эст.), (англ.)
  - Депортации из Эстонии в Россию. 1941 & 1940—1953 Книга 6 (эст.), (англ.)
  - Преступления советской оккупационной власти в Эстонии. Депортированы, арестованы, убиты. 1940—1990. Сводный реестр имён Книга 7 (эст.), (англ.)
- В 2010 году открыт памятник «Жертвам политических репрессий» в городе Барнаул Алтайского края.
- Памятник «Жертвам политических репрессий» установлен в селе Гальбштадт Алтайского края.
- В США в 2007 году открыт Памятник жертвам коммунизма.
- С 2015 года в сети запущен проект Бессмертный барак. Создан сайт на котором редакция проекта собирает и публикует семейные истории, воспоминания и фотографии из семейных альбомов, а также публикуются материалы из архивов и уголовных дел реабилитированных.
- В 2014 году запущен проект «Последний адрес». В память о пострадавшем на стене дома, в котором жил репрессированный, устанавливается маленькая, размером с ладонь, мемориальная табличка, посвящённая только одному человеку.
- 30 октября 2017 года в Москве открыт памятник «Стена скорби».